# Интабуляция

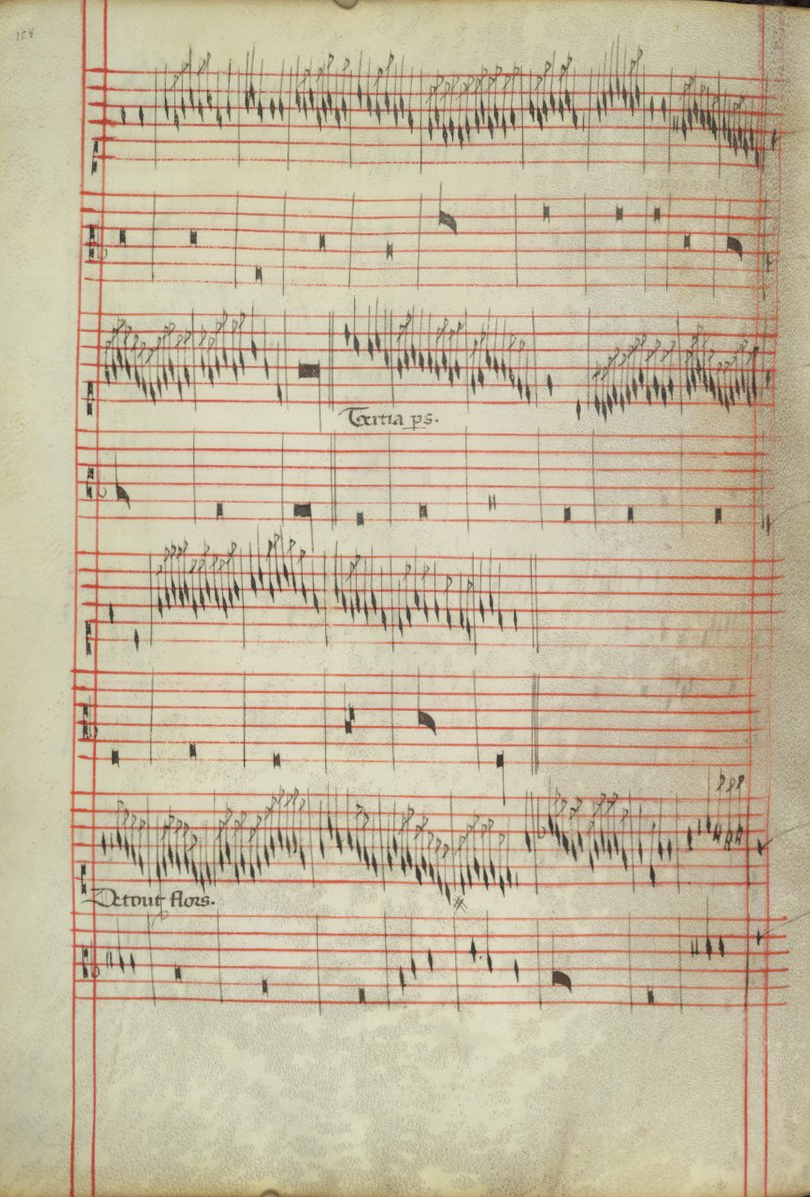
Интабуляция популярной баллады Г. де Машо «De toutes flours» в Кодексе из Фаэнцы (ок. 1400)

Интабуля́ция (итал. intavolatura в первоначальном значении) — переложение (обработка) для многоголосного инструмента (лютни, гитары, органа, клавишных инструментов) музыкального произведения, изначально рассчитанного на ансамблевое (вокальное, инструментальное или смешанное) исполнение.
Первые образцы интабуляций (Codex Robertsbridge (фр.), ок. 1360; Codex Faenza (фр.), ок. 1400) базируются на вокальной музыке XIV века. Широкое распространение интабуляции получили в XVI — первой половине XVII веков. В интабуляциях для клавишных инструментов характерна сокращённая партитурная запись многоголосия. Тип нотации как правило (но не только) — табулатура.
Интабуляция может в точности следовать оригиналу или содержать разного рода изменения, в первую очередь, добавленные голоса, мелодически и ритмически орнаментирующие cantus firmus (голос-прототип). Для историков музыки особый интерес представляют интабуляции второго вида, выходящие за рамки «простого» переложения, по существу — инструментальные вариации.
Каталог лютневых и гитарных табулатур Возрождения и барокко находится в томе RISM B/VII.